# 얼음 사탕

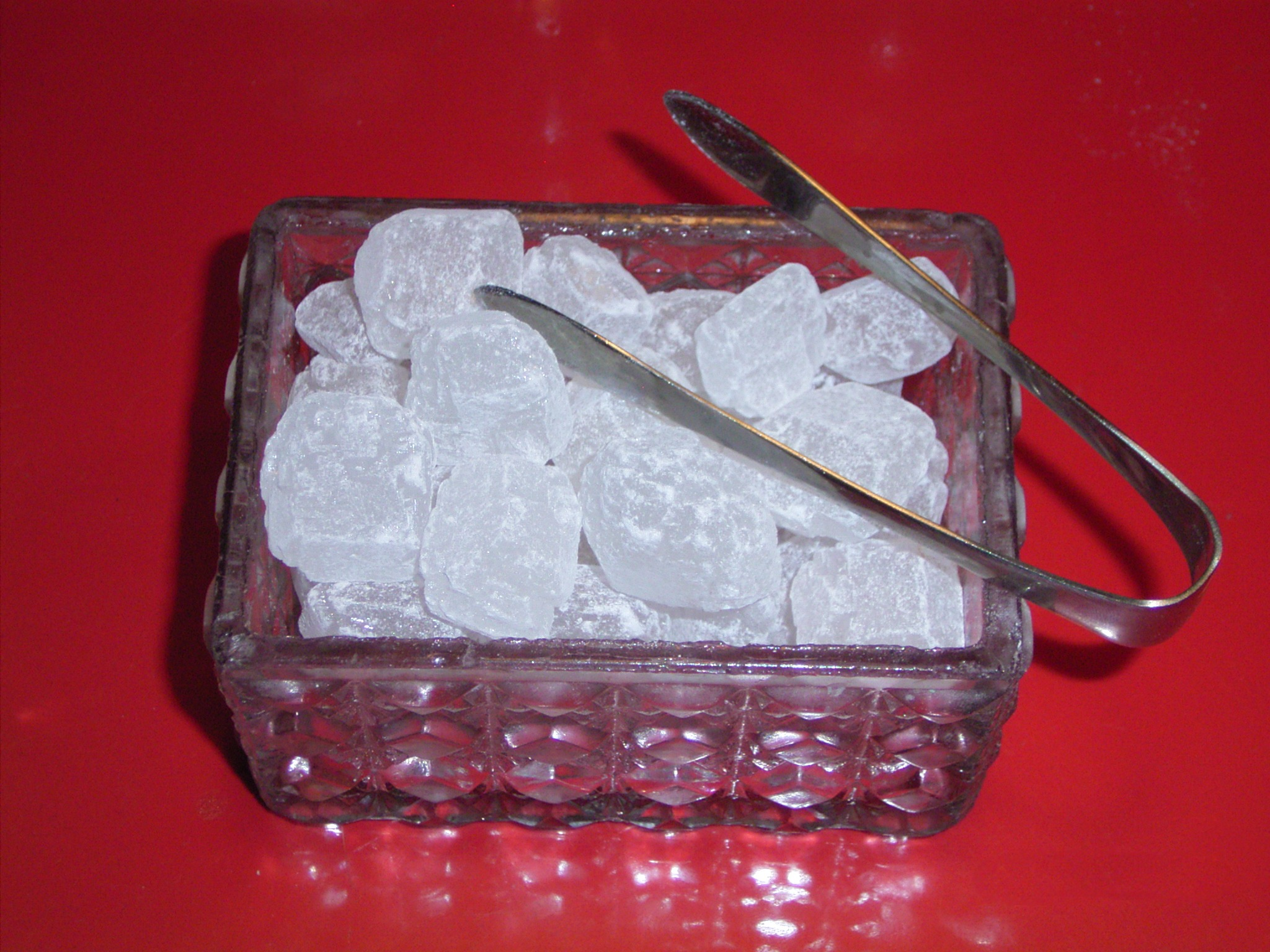
얼음 사탕

얼음 사탕(rock candy 또는 rock sugar)은 설탕의 일종으로 순도 높은 수크로스의 커다란 결정이다. 외견이 얼음과 매우 닮았기 때문에 이 명칭이 붙었다. 식용 색소를 이용하여 색을 내기도 한다.

## 기원과 제조
얼음 사탕은 인도와 페르시아에서 기원하였다. 9세기 전반기의 아라이바의 작가들은 얼음 사탕의 생산에 대하여 서술하였다. 결정들은 포화된 설탕 용액을 냉각시킨 결과로 자라난다. 후에 제조자들은 결정화를 가속화시기기 위하여 용액 속에 작은 결정 씨앗을 넣는 방법을 배웠다. 설탕 용액에는 코치닐이나 인디고 등의 색소나 용연향, 플라워 에센스 등의 향료가 첨가되기도 한다.

## 성질
어둠 속에서 얼음사탕을 펜치 등으로 부수면 순간적으로 발광현상이 관찰된다. 이는 마찰 루미넌스라는 현상이다.

## 같이 보기
- 별사탕
- 재거리